# Johann Joachim Becher

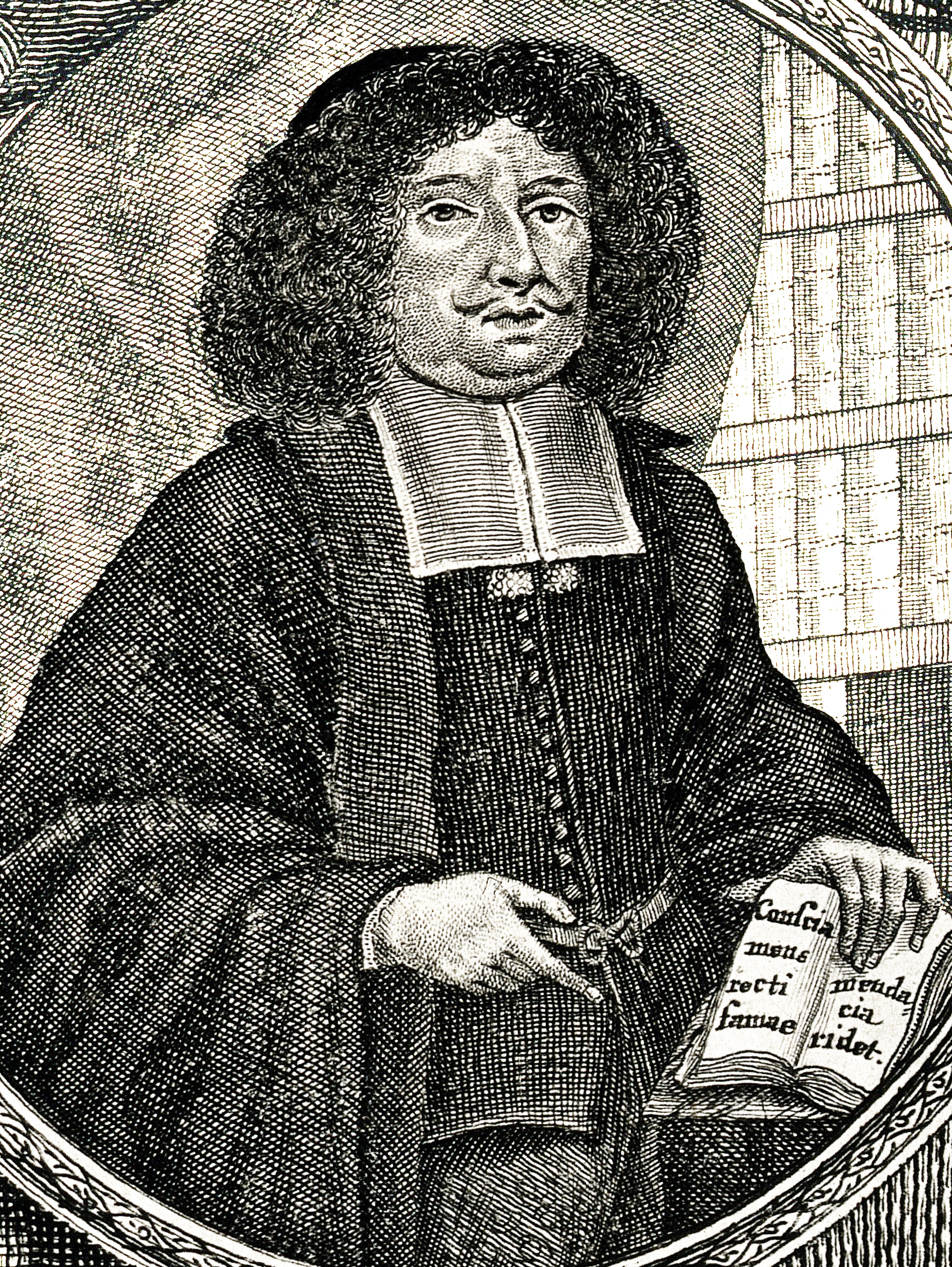
Johann Joachim Becher.

Johann Joachim Becher, född 6 maj 1635 i Speyer, död i oktober 1682 i London, var en tysk läkare, kemist och nationalekonom.
Becher företog resor i Sverige, Holland och Italien, var därefter en tid professor i medicin vid universitetet i Mainz och livmedikus hos kurfursten av Bayern, men utnämndes 1666 till kejserligt råd och medlem av kommerskollegiet i Wien, varefter hans verksamhet gällde de mest olikartade merkantila projekt, bland annat guldmakeri. Sedan han 1676 fallit i onåd vid kejsarhovet, tillbringade han resten av sitt liv i Holland och Storbritannien. 
Bechers skrifter är synnerligen många och olikartade. Inom kemin ligger hans största betydelse i systematisering och förklaring av förut bekanta fakta. Enligt honom utgörs alla oorganiska ämnen av några få enkla jordarter, nämligen smältbar, brännbar och merkurialisk jord, representanter för smältbarhet, brännbarhet och flyktighet. Dessa tre jordarter finns, enligt honom, i alla metaller, dock i olika förhållanden. I förening med vatten bildar de salter, och i synnerhet bildas genom denna förening en viss "ursyra", vilken ingår såsom beståndsdel i alla syror. Bechers uppfattning att i metaller och brännbara kroppar ingår en brännbar jord, som drivs bort vid förbränning, innehåller första uppränningen till den av Georg Stahl utvecklade flogistonteorin. Bland Bechers många kemiska arbeten är Physica subterranea (1669) det viktigaste. 
Såsom nationalekonom (kameralist) var Becher en av de främsta tyska merkantilisterna. Som de flesta merkantilistiska författare var han en ivrig beundrare av Holland och hyllade handelsfriheten i princip, dock såsom vanligt starkt modifierad av grundsatsen att det helas väl går före den enskildes. Mot de tre farorna "monopolium", "polypolium" (allas oordnade deltagande i näringslivet) och "propolium" (förköp) påyrkade han statens vidsträckta ingripande eller rättare statsproduktion, genom spannmåls- och varumagasin, arbetshus och bank; en del av detta kom också till utförande i Österrike. Hans åsikter härom är nedlagda i hans ekonomiska huvudarbete, Politischer Discurs von den eigentlichen Ursachen des Auf- und Abnehmens der Städte, Länder und Republicken (1667, sjätte upplagan 1759); i det senare, encyklopediska verket Psychosophia oder Seelenweisheit (1678) har hans felslagna förhoppningar framkallat helt andra, delvis kommunistiska yttranden.